# Ludger Stühlmeyer
Ludger Stühlmeyer (Melle, 3 de octubre de 1961) es un compositor, organista, cantor y maestro de capilla alemán.

## Biografía
Nacido en una familia de músicos, recibe la primera formación musical en la escuela de canto eclesiástico dirigida por su padre en calidad de cantor de la iglesia parroquial urbana San Mateo de Melle. Sus primeras clases particulares de música recibe del pianista y compositor Karl-Heinz Schäfer y del catedrático de música eclesiástica Karl-Heinz Höne de la Escuela Superior de Música de Osnabrúck. Durante su carrera universitaria cursa asignaturas de música eclesiástica, música antigua, órgano (con Harald Vogel) y canto en la Escuela Superior del Arte de Bremen. Sus profesores de composición musical son Helge Jung de Berlín, Günther Kretzschmar de Bremen y Karlheinz Stockhausen, mientras el canto gregoriano lo estudia con Luigi Agustoni, Godehard Joppich y Johannes Berchmans Göschl. Stühlmeyer recibe una beca universitaria de la diócesis católica de Osnabrúck.
En la Universidad de Münster estudia las carreras de musicología (con Winfried Schlepphorst), filosofía (con Fernando Inciarte) y teología (con Arnold Angenendt y Klemens Richter) y obtiene el doctorado en filosofía. Su tesis doctoral es financiada por la fundación Federico Baur (que apoya proyectos de investigación), por la fundación para la comarca de Alta Franconia con sede en Bayreuth, y por la fundación Wolfgang Siegel de Hof en Baviera.
En 1980 Stühlmeyer es nombrado cantor de la iglesia San Pedro de Melle, 1986 obtiene el mismo cargo en la iglesia Santa María de Brema, y a partir de 1988 ejerce la citada función en una zona pastoral del obispado de Múnster. Desde el año 1994 es cantor municipal de Hof (provincia de Franconia) así como colaborador y profesor de la Oficina de Música Eclesiástica del arzobispado de Bamberg. Stühlmeyer es miembro de la Sociedad Internacional de Dieterich Buxtehude y de la Sociedad Internacional de Valentin Rathgeber. Está casado con la musicóloga y teóloga católica Barbara Stühlmeyer y tiene una hija. Su hermano Thomas es teólogo y actualmente cura párroco de la parroquia de San Juan en Osnabrúck. Su abuelo paterno Heinrich Stühlmeyer ha sido caracterizado como un "héroe silencioso de la lucha antinazi". Durante la Segunda Guerra Mundial fue encarcelado en el campo de concentración de Esterwegen en el Distrito de Emsland, en el Norte de Alemania, por desarrollar actividades para la Iglesia católica y ayudar a personas perseguidas por el régimen del Tercer Reich. Durante 47 años ocupó el cargo de cantor de la iglesia San Pedro de Melle. Ludgero Stühlmeyer le sucedió en el cargo.
En 1995, Ludgero Stühlmeyer fundó los conciertos Musik an der Stadtkirche St. Marien, en Brema, donde hasta la actualidad se estrenan obras de composición incluso contemporánea. El coro de cámara Capella Mariana, fundado por Stühlmeyer, reúne un equipo internacional de músicos profesionales y aficionados. Se dedica al ensayo de obras de toda índole de música coral, desde la representación de cánticos medievales hasta el estreno de piezas de música sagrada reciente de nueva creación. Colabora con cadenas de radiodifusión y televisión como Deutschlandfunk, Radio Horeb, Radiodifusión Bávara (BR) y la Segunda Televisión Alemana (ZDF).
En consideración de sus méritos artísticos y pedagógicos, en 2013, la Asociación General del Cecilianismo para Alemania (ACV) le honró con el título de "Director Musical". El Ayuntamiento de Hof en Baviera le galardonó con la Medalla Johann Christian Reinhart, condecoración al mérito más distinguida que otorga esa ciudad.

## Estilo

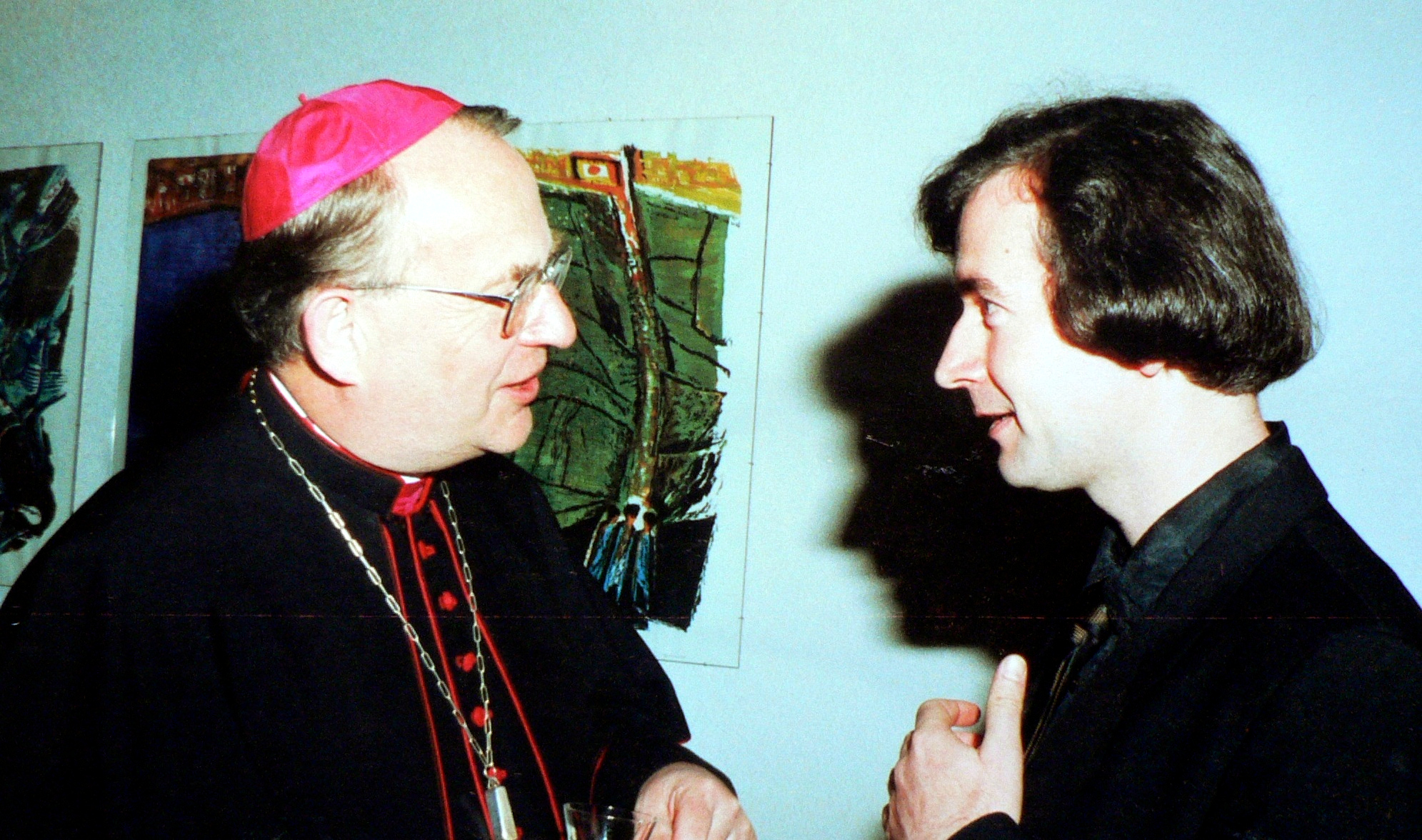
Ludger Stühlmeyer con el obispo Friedrich Ostermann (1991)

Stühlmeyer compone obras de música cantada (cantata, canción, misa, motete, singspiel) e instrumental. Su método de composición busca transmitir a la audiencia la experiencia auditiva como medio de comunicación. Enfocando lo esencial en lo aparentemente sencillo, persigue el objetivo de desencubrir la expresividad del sonido musical, comprendido como oración, para combinarlo tanto con el pensamiento filosófico como la capacidad de vivencia espiritual. Sus obras de música sacra se inspiran en las formas litúrgicas de la Iglesia católica y la relación entre voz y melodía definida por el canto gregoriano donde la obra musical se entiende como cuerpo material de la palabra. Su trabajo compositorio parte de la idea del Concilio Vaticano Segundo sobre la música litúrgica como expresión más íntima de la fe, intensificándola basado en la convicción del bis orat qui cantat.
En obras como Hymn, With hearts reneved o Veni Creator Spiritus aplica la antigua forma de la motete. Sus obras teatrales para niños siguen las pautas establecidas por su maestro Günther Kretzschmar —aplicando los principios de la pedagogía integral— para fomentar la sensibilidad vivencial y la alegría de cantar y modular de los niños. En un diálogo programático con el obispo Friedrich Ostermann de Múnster ha creado las bases para una renovada recepción del evangelio cantado para niños en la liturgia católica.

## Obras

### Publicaciones

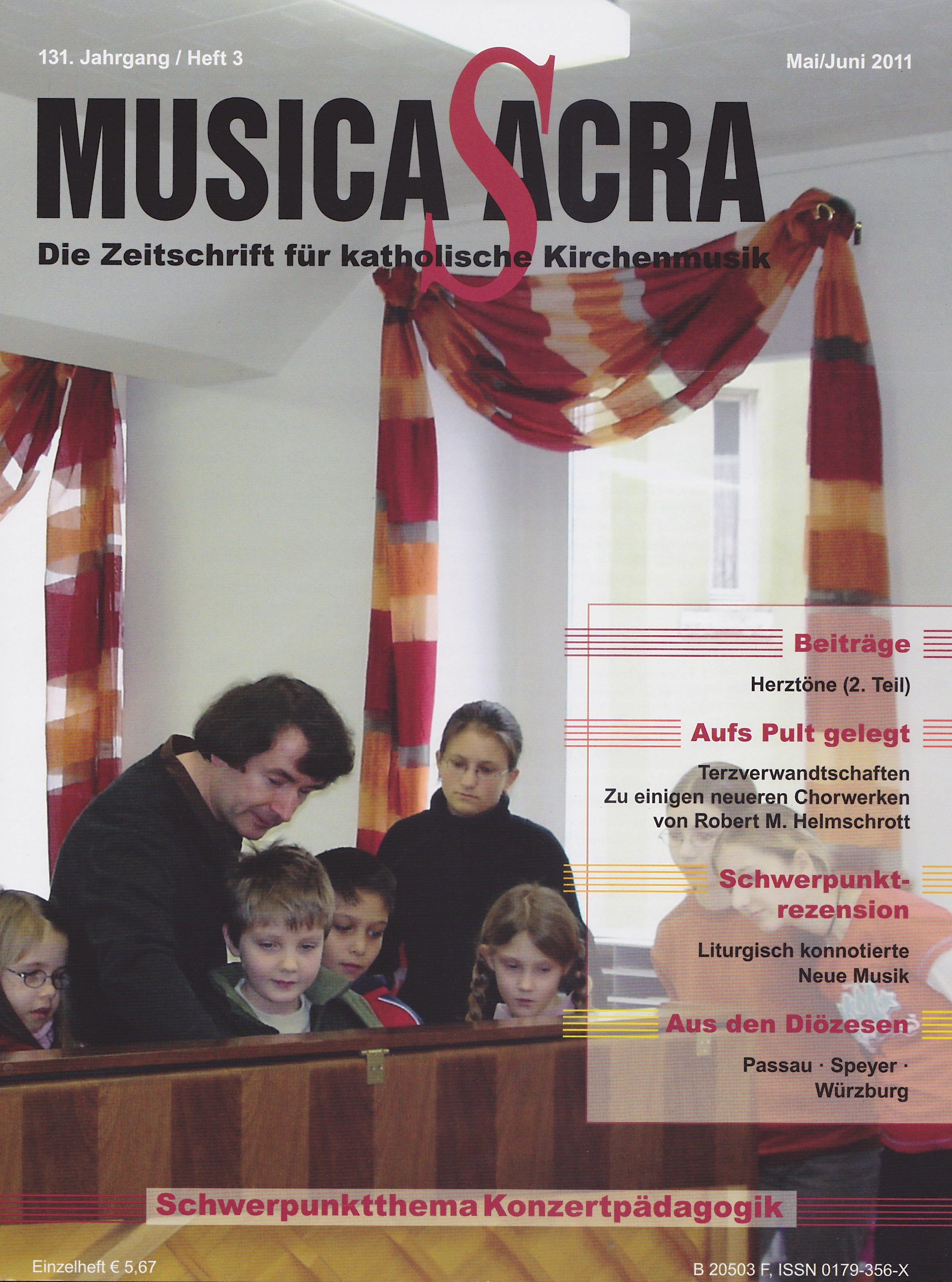
Revista Musica Sacra (2011)

- Neue Wege mit Musik. En: Themenhefte 7. Bergmoser + Höller Aachen 1991,  pp. 40-41, ISSN 0937-8766.
- Wer singt, hat etwas zu sagen. En: Praxis gottesdienst. Liturgia instituto Trier, Salzburg, Fribourg, 7/2006, ISSN 1610-1847.
- Curia sonans. Die Musikgeschichte der Stadt Hof. Eine Studie zur Kultur Oberfrankens. Von der Gründung des Bistums Bamberg bis zur Gegenwart. Bayerische Verlagsanstalt, Heinrichs-Verlag Bamberg 2010, ISBN 978-3-89889-155-4.
- Das Leben singen. Christliche Lieder und ihr Ursprung. Verlag DeBehr Radeberg 2011, ISBN 978-3-939241-24-9.
- Bernhard Lichtenberg. Ich werde meinem Gewissen folgen. Topos plus Verlagsgemeinschaft Kevelaer 2013, ISBN 978-3-8367-0835-7.
- Konfessionalität und Ökumenizität – Kirchenmusik gestern und heute. En: Abbruch – Umbruch – Aufbruch. Reformation und Ökumene in Mittel- und Oberfranken. Eine Arbeitshilfe zum Lutherjahr. Bamberg 2016, ISBN 978-3-931432-39-3,  pp. 88-91.
- Johann Valentin Rathgeber. Leben und Werk. Verlag Sankt Michaelsbund München 2016, ISBN 978-3-943135-78-7.

### Composiciones

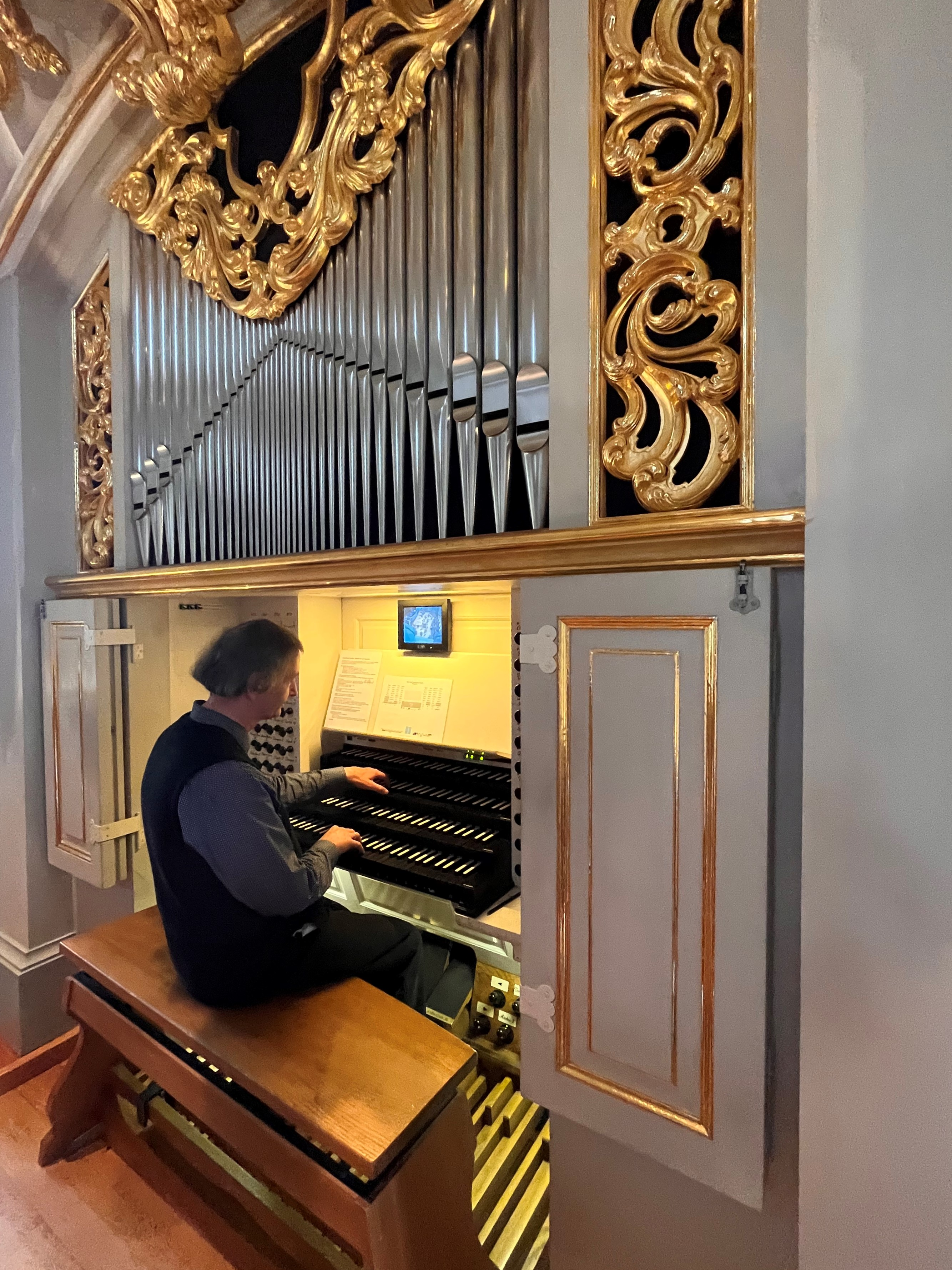
Frauenkirche, Dresde 2022

- Mache dich auf, werde licht. 1989. Cantata de adviento para coro, canto, orador e instrumental. Estreno: en diciembre de 1989 en Warendorf. Kommt wir gehen nach Bethlehem. Deutsches Liturgisches Institut, Tréveris 1996.
- Die Legende von den drei weisen Königen. 1998. Texto: Rolf Krenzer. Canción emblemática para los Cantores de la Estrella de Alemania. Estreno: 10 de enero de 1999, ZDF. Heinrichsblatt número 1, Bamberg, enero de 2011,  pág. 13, y Das Leben singen. Verlag DeBehr Radeberg 2011, ISBN 978-3-939241-24-9, pág. 33.
- Wer glaubt kann widerstehn. 1999. Cantata en honor a Bernhard Lichtenberg para orador, canto, coro SATB e instrumental. Estreno: 31 de octubre de 1999, ZDF, Coro concertante de los Sinfónicos de Hof en Baviera, dirección Gottfried Hoffmann.
- Quatre pièces pour Orgue. 2001. Prélude romantique, Caprice expressionique, Hymne impressionique, Fugue baroque, para órgano. Estreno dentro de las Jornadas Bávaras de Música Sacra Nueva (Tage Neuer Kirchenmusik Bayern), en octubre de 2006. Edition Musica Rinata, Berlín 2013, ISMN 979-0-50235-058-1.
- Atme in mir. 2002. Texto: Agustín de Hipona. Para canto y piano o órgano. Estreno: 27 de abril de 2002, en la biblioteca de la Abadía de San Galo, dentro del ciclo: Augustinus, Afrikanitaet Universalitaet.[9] El manuscrito autógrafo se conserva en la  biblioteca de la Abadía de San Galo (Stiftsbibliothek St. Gallen).
- Veni Creator Spiritus. 2012. Texto: Rabano Mauro. Motete para coro SATB. Cantica nova. Zeitgenössische Chormusik für den Gottesdienst. Cancionero coral de la Asociación General del Cecilianismo para Alemania (ACV), Ratisbona 2012, ISBN 978-3-00-039887-2, canción número 59.
- Atem Gottes hauch mich an. 2013. Texto: Dorothee Sölle. Para canto y piano o órgano. Obra por encargo del Círculo de Amigos de la Akademie Tutzing. Estreno: abril de 2013, décimo aniversario de la muerte de Dorothee Sölle.
- Zum Engel der letzten Stunde. 2013. Texto: Jean Paul (de: Das Leben des Quintus Fixlein). Para canto, violín y órgano. Obra por encargo del Ayuntamiento de Hof con ocasión del 250º aniversario de nacimiento de Jean Paul, 21 de marzo de 2013. Estreno: septiembre de 2013.[10]
- Johannes-Passion. 2014. Texto: Joh. 18,1–19,42. Para coro SATB y canto SATB.[11] Berliner Chormusik-Verlag Berlin 2014, ISMN 979-0-50235-210-3.
- Klangrede – Sonnengesang des Franziskus. 2015. Texto: Francisco de Asís. Para coro SATB, violín y órgano. Estreno: Capella Mariana 2015, dentro de las Jornadas Bávaras de Música Sacra Nueva (Tage Neuer Kirchenmusik Bayern), dedicado al papa Francisco.[12]
- In dulci jubilo. 2015. Excursiones para un solista de flauta travesera. Obra por encargo de la flautista Anja Weinberger. Estreno: 9 de diciembre de 2015, iglesia de los Agustinos de Wurzburgo. Sonat-Verlag Kleinmachnow 2015, ISMN 979-0-50254-034-0.
- Ave Maria. 2016. Para canto y piano o órgano. Estreno: 22 de mayo de 2016, obra dedicada a Michéle Rödel.[13] Sonat-Verlag Kleinmachnow 2016, ISMN 979-0-50254-085-2.
- Hymn. 2017. Texto: Edgar Allan Poe. Motete para coro a capela SSAATTBB. Matthias Grünert, obra atribuida a la Iglesia de Nuestra Señora de Dresde.
- With hearts reneved. 2017. Texto: Jack May. Motete para coro SATB, violín y órgano. 2017. Dedicado al Coro de la Catedral de Westminster de Londres.
- Gerechter unter den Völkern. 2017. Vesper zu Ehren des seligen Bernhard Lichtenberg. Mit einer Biografie und Zitaten. Geleitwort von Nuntius Eterovic. Verlag Sankt Michaelsbund, München 2017, ISBN 978-3-943135-90-9.[14]
- Den Erde, Meer und Firmament. 2017. Paro coro (SSATB) y órgano. Dedicado al arzobispo Karl Braun, Bamberg diciembre de 2017.
- Choralfantasie Es ist ein Ros entsprungen. 2018. Para canto y piano o órgano. Estreno: Navidad 2018, obra dedicada a Aki Yamamura.
- Super flumina Babylonis [An den Wassern zu Babel]. 2019. Fantasía para órgano. (Introduzione, Scontro, Elegie, Appassionato) a acuarela de Paul Klee.
- Du religiniai eilėraščiai, “Malda” y “Dievo meilė”. 2020. Texto: Maironis. Para canto y órgano. Der litauischen Altistin Zenė Kružikaitė gewidmet.
- Zehn Gesänge zum Weihnachtsfestkreis. 2020. Para canto, violín y órgano. Der deutschsprachigen Kirche Santa Maria dell’Anima in Rom zugeeignet, de toto corde.

## Discografía
- Ein Hofer Königspaar. Die Orgeln in St. Marien und St. Michaelis. Rondeau Production Leipzig 2012.[15]
- Zum Engel der letzten Stunde. Jean Paul – Ludger Stühlmeyer. Zene Kruzikaite (canto), Jens Wilckens (violín), Eva Gräbner (órgano). Balderschwang 2013.